# Червоненко Олена Вікторівна
Червоненко Олена Вікторівна  — українська акторка театру.
Народилася в місті Сміла, Черкаська область. 2002 — закінчила навчання в Київському театральному інституті ім. І.Карпенка-Карого.
З 2002 р. — акторка Київського національного академічного драматичного театру імені Лесі Українки.

## Ролі в театрі
- Занадто одружений таксист	(Барбара Сміт)
- Чорні діви (Діва)
- Любовний безум (Подруга Агати)
- Дерева помирають стоячи	(Феліса)
- Прибуткове місце	(Юлінька)
- Вишневий сад (Дуняша)
- Дон Кіхот. 1938 рік (Альдонса Лоренсо)
- Вдаваний хворий	(Циганка)
- Цинічна комедія	(Кеті Навзніч)
- Свої  (Aптекарка)